# Senfa Ared IV
Senfa Ared IV (en amharique : ሰይፈ አርድ ፬ኛ) est un roi des rois d'Éthiopie, membre de la dynastie salomonide. Il règne de 1294 à 1295.
En 1294, l'empereur d'Éthiopie Yagbéa-Syon meurt. Laissant cinq fils et ne souhaitant pas choisir de successeur, il décrète que chacun de ses fils devra régner pour un an. En tant que fils aîné, Senfa Ared IV lui succède sur le trône jusqu'en 1295, date à laquelle son second fils Hezba Asgad prend possession du trône.